# Fade to Black (film, 1980)
Fade to Black 1980-ban megjelent horrorfilm Dennis Christopher, Eve Brent Ashe és Linda Kerridge főszereplésével. Szintén, egy kisebb szerepben játszik benne Mickey Rourke. A filmet sok Szaturnusz-díjra jelölték, és Eve Brent Ashe meg is nyerte a legjobb női mellékszereplőért járó díjat. A filmet ezzel a felirattal forgalmazták: "Eric Binford él a filmekért… néha gyilkol is értük!" ("Eric Binford lives for the movies… Sometimes he kills for them too!")

## Cselekmény
Eric Binford (Dennis Christopher) egy megszállott filmfüggő, kinek a szerelme a régi filmek iránt továbbnyúl a puszta munkán a filmforgalmazó raktárban. A megszállottsága felerősödik, amikor is találkozik Marilyn O'Connor-ral (Linda Kerridge), egy Marilyn Monroe-hasonmással.
Eric gyilkolási vágya kitör a kordából, magát egy sor híres karakterré változtatja – beleértve Drakulát, a Múmiát, Hopalong Cassidyt, és Norman Batest – és elindul gyilkolni, sorra véve ismerőseit, egészen Marilyn-ig.

## Szereplők
- Dennis Christopher – Eric Binford
- Tim Thomerson – Jerry Moriarty
- Gwynne Gilford – Anne Oshenbull
- Norman Burton – Marty Berger
- Linda Kerridge – Marilyn O'Connor
- Morgan Paull – Gary Bially
- Eve Brent Ashe – Stella Binford nagynéni
- Mickey Rourke – Richie